# Área metropolitana de Sincelejo
El Área metropolitana de Sincelejo es una conurbación colombiana de facto; integrada por su municipio principal Sincelejo, y por lo municipio aledaños a este Corozal, Morroa, Sampués y Los Palmitos, pertenecientes todos al departamento de Sucre. Su núcleo político y económico es también el municipio de Sincelejo. Esta región concentra gran parte de la actividad económica, comercial e industrial del Departamento de Sucre.

## Geografía
La geografía de la región se configura ondulada por los Montes de María y llana por las sabanas de Sucre y Bolívar. No posee ríos, pero si una gran cantidad de arroyos, quebradas, y pozos subterráneos de agua. 
La región queda cerca al mar (40 km a Tolú y Coveñas), desde Sincelejo la distancia aBogotá es de 987 km, 459 km a Medellín, 140 km a Montería, 220 km a Barranquilla, 180 km a Cartagena de Indias y 84 km a Magangué.
El clima de la región es sabanero, con una estación lluviosa y otra seca. La temperatura anual media es de 29 °C; las temperaturas máximas son de 39 °C y las mínimas de 19 °C.

## Integración del área metropolitana
| Municipios                                 | Extensión km² | Población (hab) 2012 | Densidad (hab/km²) | Altitud m s. n. m. |
| ------------------------------------------ | ------------- | -------------------- | ------------------ | ------------------ |
| Sincelejo                                  | 278,4         | 263.776              | 947.5              | 210                |
| Corozal                                    | 203,3         | 101.234              | 300.7              | 180                |
| Morroa                                     | 168,0         | 13.926               | 82.9               | 170                |
| Sampués                                    | 209,9         | 36.109               | 171.9              | 160                |
| Los Palmitos                               | 204,0         | 18.344               | 89.92              | 182                |
| Total                                      | 1063,6        | 453.365              | —                  | —                  |
| Estimación para 2012 realizado por el DANE |               |                      |                    |                    |

### Principales ejes urbanos
El principal eje urbano es la ciudad de Sincelejo, la cual concentra gran parte de la actividad económica y comercial del área. Seguirían en su orden Corozal y Morroa.

### Demografía
El área metropolitana posee una población de 391.065 habitantes para el año 2011. La población urbana representa el 84% total de la población del área.